# Травник (община)
Община Травник (босн. и хорв. Opština Travnik, серб. Општина Травник) — боснийская община, расположенная в Среднебоснийском кантоне Федерации Боснии и Герцеговины. Административным центром является Травник.

## Население
По предварительным данным переписи в конце 2013 года население общины составляло 57 543 человека. По данным переписи населения 1991 года, в 88 населённых пунктах общины проживали 70 747 человек.